# Усов, Роман Леонидович
Рома́н Леони́дович У́сов (род. 4 июня 1978, Курск) — российский легкоатлет, специалист по бегу на средние дистанции и стипль-чезу. Выступал за сборную России по лёгкой атлетике в 1996—2008 годах, многократный победитель и призёр первенств национального значения, участник летних Олимпийских игр в Афинах. Представлял Москву, Курскую и Челябинскую области. Мастер спорта России международного класса.

## Биография
Роман Усов родился 4 июня 1978 года в Курске. Окончил Курский государственный технический университет.
Занимался лёгкой атлетикой под руководством тренеров А. В. Соломонова и В. Г. Мохнева.
Впервые заявил о себе на международном уровне в сезоне 1996 года, когда вошёл в состав российской национальной сборной и выступил в дисциплине стипль-чез на юниорском мировом первенстве в Сиднее.
В 1997 году участвовал в юниорской гонке на чемпионате мира по кроссу в Турине, побывал на юниорском европейском первенстве в Любляне, откуда привёз награду серебряного достоинства, выигранную в беге на 3000 метров с препятствиями.
В 1998 году взял бронзу в стипль-чезе на чемпионате России в Москве.
В 1999 году одержал победу на зимнем чемпионате России в Москве, финишировал четвёртым на молодёжном европейском первенстве в Гётеборге.
В 2000 году победил на зимнем чемпионате России в Волгограде, стал серебряным призёром на летнем чемпионате России в Туле.
В 2001 году был лучшим на зимнем чемпионате России в Москве и на летнем чемпионате России в Туле.
В 2002 году превзошёл всех соперников на зимнем чемпионате России в Волгограде, показал третий результат на Кубке Европы в Анси, выиграл серебряную и золотую медали на летнем чемпионате России в Чебоксарах — в дисциплинах 5000 метров и 3000 метров с препятствиями соответственно. На чемпионате Европы в Мюнхене закрыл в стипль-чезе десятку сильнейших.
В 2003 году на очередном зимнем чемпионате России в Москве с личным рекордом 8:22,29 вновь выиграл стипль-чез, а также стал бронзовым призёром на дистанции 3000 метров. На летнем чемпионате России в Туле добавил в послужной список ещё одну награду золотого достоинства, полученную в стипль-чезе. Будучи студентом, стартовал на Универсиаде в Тэгу, где занял итоговое шестое место.
В 2004 году завоевал золото на зимнем чемпионате России в Москве и на летнем чемпионате России в Туле. Благодаря череде удачных выступлений удостоился права защищать честь страны на летних Олимпийских играх в Афинах — здесь в зачёте бега на 3000 метров с препятствиями не смог преодолеть предварительный квалификационный этап.
После афинской Олимпиады Усов остался действующим спортсменом и продолжил принимать участие в крупнейших легкоатлетических турнирах. Так, в 2005 году он победил на зимнем чемпионате России в Волгограде и на летнем чемпионате России в Туле, отметился выступлением на чемпионате мира в Хельсинки.
В 2006 году стал бронзовым призёром в дисциплине 4 км на весеннем чемпионате России по кроссу в Жуковском.
В 2007 году победил в беге на 3000 метров с препятствиями на чемпионате России в Туле.
На чемпионате России 2008 года в Казани стал серебряным призёром в стипль-чезе и тем самым прошёл отбор на Олимпийские игры в Пекине, но провалил сделанный здесь допинг-тест — в его пробе обнаружили следы запрещённого вещества карфедона. В итоге Усова исключили из состава олимпийской сборной, дисквалифицировали сроком на два года, а его результат на чемпионате России был аннулирован.
Впоследствии Роман Усов ещё в течение некоторого времени выступал на всероссийских стартах, завершил спортивную карьеру по окончании сезона 2013 года.
За выдающиеся спортивные достижения удостоен почётного звания «Мастер спорта России международного класса».